# 馬格茲恩 (阿肯色州)
馬格茲恩（英語：Magazine）是一個位於美國阿肯色州洛根縣的城市。

## 地理
馬格茲恩的座標為35°09′06″N 93°48′28″W / 35.15167°N 93.80778°W，而該地的平均海拔高度為152米（即499英尺）。

## 人口
根據2020年美國人口普查的數據，馬格茲恩的面積為4.72平方千米，當中陸地面積為4.70平方千米，而水域面積為0.02平方千米。當地共有人口740人，而人口密度為每平方千米179人。